# Езерский, Фёдор Венедиктович
Фёдор Венедиктович Езерский (1835, Могилёвская губерния — 1915, Москва) — русский экономист, теоретик и практик бухгалтерского дела; действительный статский советник.

## Биография

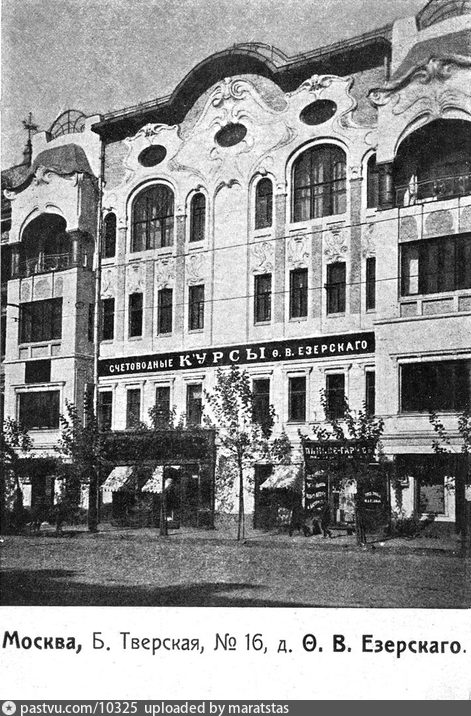
Здание курсов Ф. В. Езерского, Б. Тверская, 16 (в настоящее время — 1-я Тверская-Ямская ул., д. 6).

Происходил из дворянской семьи, отец — Венедикт Францевич Езерский, мать — Татьяна Григорьевна урождённая Бонч-Осмоловская, сестра деда народника А. О. Бонч-Осмоловского:7. Родился 17 февраля 1835 года в имении Залесовичи Рогачёвского уезда Могилёвской губернии. По одним данным получил домашнее образование, по другим — закончил Черниговское уездное училище. Его дядя Григорий Францевич Езерский служил управляющим счётно-контрольного отделения Военного министерства, он-то и обучил племянника счетоводству.
С 1853 года начал служить писцом в Могилёвской палате гражданского суда. В 1861 году был прикомандирован в Варшавское интендантство первой армии для установления нового счетоводства в войсках. В 1862 году работал в Астрахани для ревизии провиантского управления, как член следственной комиссии по делу о злоупотреблениях на Царицынских провиантских складах. В 1864—1865 гг. был членом временной комиссии для составления положения о материальном счетоводстве. В 1867 году ревизовал различные управления военного ведомства в Твери и Вильне.
В 1868 году вышел в отставку и уехал в Дрезден, где несколько лет изучал счетоводство и собирал богатую библиотеку по этой теме на разных европейских языках.
28 марта 1870 года в «Московских ведомостях» была опубликована его заявка на изобретение: «Русская тройная бухгалтерия». В том же году в Дрездене на эту тему была опубликована книга. Дальнейшая деятельность Езерского была посвящена популяризации его изобретения. Он предложил оригинальную собственную форму бухгалтерской отчетности (в книге «Обманы, убытки и ошибки, скрывающиеся в верных балансах двойной — итальянской системы счетоводства и открываемые признаки верности русской тройной системы», 1876), настаивал на использовании в бухгалтерском деле русских слов вместо заимствованной терминологии. Издавал «Журнал Общества счетоводов». Езерский был организатором самых массовых бухгалтерских курсов в России.
Езерский является создателем так называемой «тройной бухгалтерии» («тройной» разработанная им система именуется вследствие того, что она была основана на использовании трёх учётных книг: журнал, книга учётов и отчёт). Разработанную им систему Езерский противопоставлял традиционной двойной бухгалтерии.
Помимо счетоводства, Езерский писал и публиковал труды по общественной нравственности, народному образованию, экономике. Он предложил новую русскую азбуку, основанную на латинском алфавите, изобрёл счёты новой конструкции. Он издавал журналы, организовывал курсы, но главным всё равно оставалась «тройная бухгалтерия». Отстаивая свою идею, он вёл бесконечную идеологическую войну с оппонентами и приобрёл репутацию неуживчивого, сложного человека.
Скончался 22 апреля (5 мая) 1915 года в Москве.

## Семья

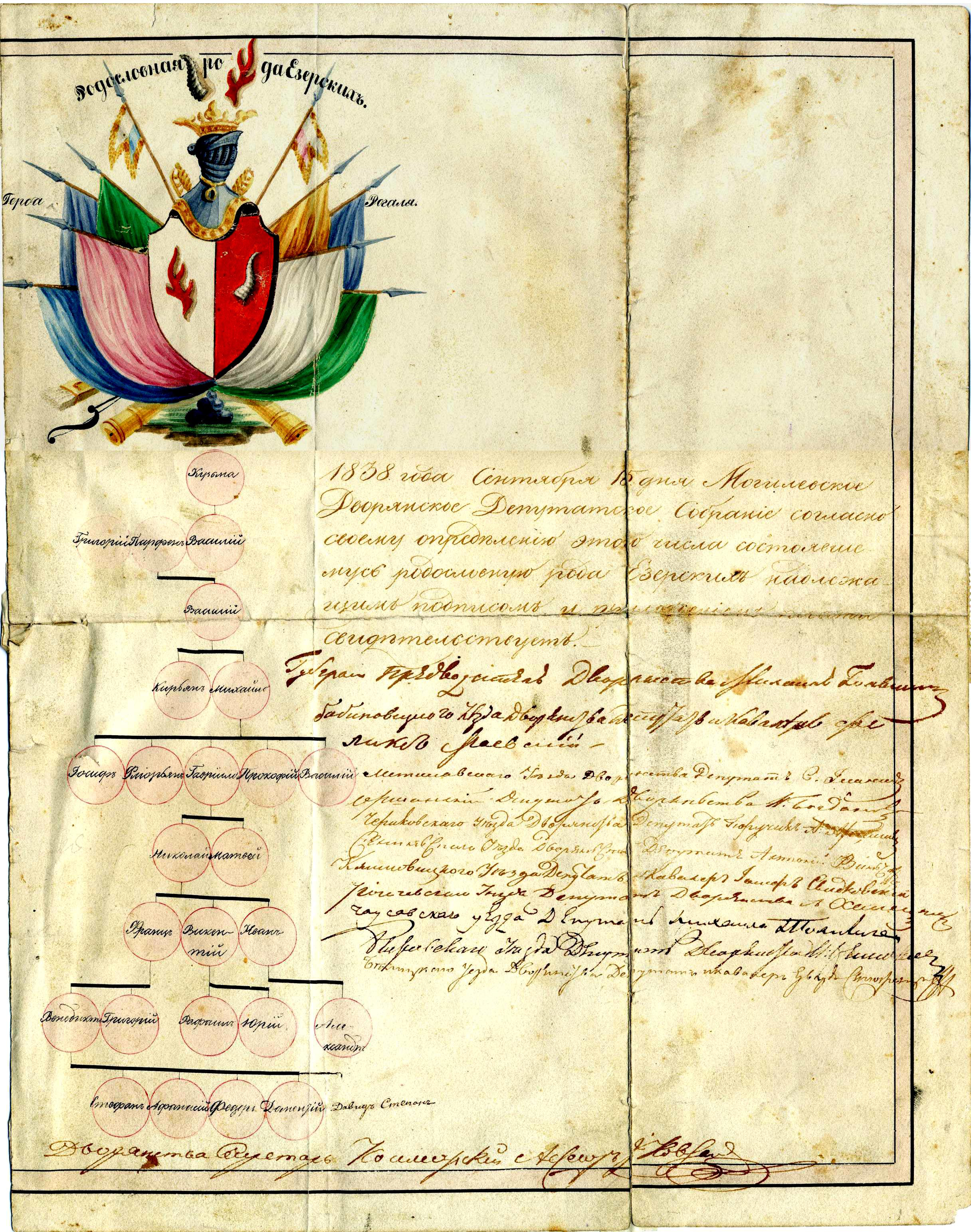
Родословная и герб Могилёвской ветви рода Езерских, 1838 г.

- Жена — Александра Николаевна, урождённая княжна  Гагарина[6].
  - Сын — Николай, юрист, депутат Государственной думы I созыва, кадет, «выборжец», участник Белого движения, в эмиграции православный священник.
- Вторая жена (с 1905 г.) — вдова потомственного почётного гражданина Адель Карловна Сребрянская.[7]
- Брат — Стефан.
- Брат — Афанасий Венедиктович Езерский, в 1851 г. был выпущен из Дворянского полка прапорщиком в Московский пехотный полк[2]:13.
- Брат — Доментий (Дементий), в 1855 жил и учился в Петербурге[2]:197.
- Сестра — Елена, училась в институте благородных девиц (поступила после 1851 г., но до 1855 г.)[2]:194, 197.
- Брат — Давид Венедиктович Езерский (1842—?) женат на Людмиле Иосифовне урождённой Рубан, принимал участие в попытке организации побега С. Ф. Ковалика из дома предварительного заключения[8]. В 1881 арендовал у Бонч-Осмоловского имение Блонь, чтобы освободить его от хозяйственных забот для занятий революционной деятельностью[2]:227. Его сын, Степан Давидович, архитектор, принимал участие в перестройке дома на Тверской для счетоводных курсов дядюшки.
- Брат — Степан Венедиктович Езерский (1844—?), был арестован и выслан из Петербурга за участие в студенческих волнениях 1869 года, возглавлял умеренную партию, боровшуюся с Нечаевым[9]. Поселился в Могилёве, жил с доходов от молочной фермы в 4 коровы и цветника, расположенных прямо в центре города. В течение многих лет занимался с гимназистами и семинаристами, старшеклассниками, пропагандируя в их среде революционные идеи. Неоднократно был избран городским головой Могилёва или его товарищем (заместителем), но губернаторы ни разу не утвердили эти выборы[10].